# Callitriche heterophylla
Callitriche heterophylla — вид рослин родини подорожникові (Plantaginaceae), поширений у Північній і Південній Америках. Етимологія: дав.-гр. ετεροϛ — «інший, різний», дав.-гр. φυλλον — «листя».

## Опис
Дуже схожий на Callitriche palustris, але плоди 1 мм і менші, ширші над серединою й у довжину приблизно такі ж як у ширину, краї закруглені, тільки неглибоко рифлені.

## Поширення, екологія
Північна Америка: Ґренландія, Канада, США, Мексика, Гватемала, Еквадор, Уругвай, Венесуела, Аргентина. Вид був введений у Нову Зеландію.
Цей вид трапляється у більшості типів водних середових проживання: швидкоплинні річки та струмки, затоки, рови, болота, сфагнумні трясовини, озера, ставки, місця витоку води через пористий матеріал й навіть сезонно затоплювані ґрунти.